# Yarrella
Yarrella es un género de peces de la familia Phosichthyidae.

## Descripción
Las especies de Yarrella cuentan con un cuerpo delgado y alargado. Sus ojos están normalmente desarrollados. El cuerpo está equipado con varias filas de pequeños órganos luminosos, estos también se encuentran en el istmo y en la base de la aleta caudal. La base de su aleta anal es mucho más larga que la base de su aleta dorsal. La base de la aleta anal comienza debajo de la base de la aleta dorsal o debajo de la mitad de la aleta dorsal. Las aletas pélvicas están claramente delante de la base de la aleta dorsal. En el maxilar los dientes están dispuestos en dos filas. El paladar es dentado. Las especies miden más de 20 cm de longitud (7,87 pulgadas) y pueden alcanzar los 33 cm (12,99 pulgadas).

## Distribución y hábitat
Se distribuye por el Pacífico centro oriental: en el golfo de Panamá. En el Atlántico oriental: en Cabo Blanco, Mauritania hasta Angola; en el Atlántico centro occidental: golfo de México. Habita en el fondo marino a profundidades de hasta 700 m y se desplaza junto con cardúmenes.